# Andrena dilleri
Andrena dilleri är en biart som beskrevs av Gusenleitner 1998. Andrena dilleri ingår i släktet sandbin, och familjen grävbin. Inga underarter finns listade i Catalogue of Life.